# منشأة السلام (المنوفية)
منشأة السلام إحدى قرى مركز تلا التابع لمحافظة المنوفية بجمهورية مصر العربية.

## السكان
بلغ عدد سكان منشأة السلام 2,281 نسمة، منهم 1،176 رجل و1،105 إمرأة، حسب الإحصاء الرسمي لعام 2006.